# Station Tangen
Station Tangen  is een station in Tangen in de gemeente Stange in fylke Innlandet  in  Noorwegen. Het station langs Dovrebanen werd geopend in 1880. Het stationsgebouw is een ontwerp van Peter Andreas Blix.
Tangen wordt bediend door lijn R10 die rijdt tussen Skien en Lillehammer.